# اس‌اس تائورمینا (۱۹۰۸)
اس‌اس تائورمینا (۱۹۰۸) (به انگلیسی: SS Taormina (1908)) یک کشتی بود که طول آن ۴۸۲ فوت (۱۴۷ متر) بود. این کشتی در سال ۱۹۰۸ ساخته شد.